# Андерс Кемпе
Андерс Ернст Рагнар Кемпе (швед. Anders Ernst Ragnar Kempe; 16 листопада 1946, Ерншельдсвік — 11 квітня 2015, Хемсе, комуна Гернесанд) — шведський лікар, який був політично активним у раді округу Вестерноррланд. На рубежі тисячоліть був помітною фігурою в місцевій політиці в окрузі Вестерноррланд, де був одним із двох засновників Партії охорони здоров'я Вестерноррланда, а також у світі бізнесу як засновник поромної компанії, що головним чином слугувала для вантажних перевезень через Північний Кваркен. У галузі охорони здоров'я Кемпе брав активну участь у лікуванні діабету на національному рівні.

## Політика
Перед виборами 1994 року в Гернесанді Кемпе разом із колегою Ларсом Улофом Хеммінґссоном заснував Партію охорони здоров’я Вестернорланда  з головною метою — запобігти демонтажу лікарні Гернесанда. Тоді партія була розроблена як альтернатива для тих, хто хотів діяти політично, не пов’язуючись із блоковим поділом, який довго панував у шведській політиці того часу, сформульований під девізом «Незвичайна партія для простих людей». З моменту заснування партії Кемпе був її головою, а після виборів був членом ради округу разом із сімома іншими членами партії, тому вони стали другою за чисельністю партією в раді округу. Під керівництвом Кемпе перспективу було розширено, щоб охопити всю окружну раду з наголосом на децентралізованій охороні здоров’я, наближеній до пацієнтів, включаючи збереження всіх трьох лікарень в Онгерманланді.
Після першого терміну Кемпе призначили опозиційним окружним радником у раді окружної ради, яким він був до 2006 року, коли залишив політику. Разом з тим його також обрали до муніципальної ради Хернесанда й водночас як головний лікар він зберіг 40 % своїх активних обов'язків. Причини відходу з політики Кемпе не в тому, що політики не повинні сидіти надто довго, а в тому, що має відбутися оновлення. Крім того, він був нетерплячий через те, скільки часу потрібно, щоб усе змінилося.

## Поромна компанія
У 2000 році з ініціативи Кемпе заснована поромна компанія Botnia Link AB, головним чином для вантажних перевезень між Хернесандом і Ваасою у Фінляндії після припинення роботи поромної лінії Silja Lines між Сундсваллем і Ваасою. Мережа швидко розширялась, проте у 2002 році компанія збанкрутіла.

## Шведська асоціація діабетології
Кілька років Кемпе був секретарем профспілки в правлінні Шведської асоціації діабетології, секції Шведської медичної асоціації. У рамках лікування діабету він працював над тим, щоб пацієнти мали доступ до кваліфікованої допомоги навіть у малонаселених районах, наприклад у внутрішніх частинах Ангерманландії. Після виходу з правління його зробили почесним членом асоціації, але він помер, не отримавши нагороди.

## Біографія
Кемпе народився в 1946 році, виріс в Ерншельдсвіку та здобув освіту лікаря, а потім працював у сфері внутрішньої медицини, головним чином у лікарні Гернесанд. Кемпе був дуже відданий Гернесанду та Ангерманландським Сундсваллю та Медельпаду і водночас досить нетерплячий у своїй позиції. Він не погоджувався з керівництвом охорони здоров’я в управлінні охорони здоров'я Сундсвалля, куди організаційно було переведено лікарню Гернесанда, тому він припинив свою службу в окружній раді, а потім продовжував працювати лікарем поза окружною радою, поки не помер у 2015 році від хвороби. Кемпе похований на кладовищі Хемсе.